# Dicliptera paniculata
Dicliptera paniculata là một loài thực vật có hoa trong họ Ô rô. Loài này được (Forssk.) I.Darbysh. mô tả khoa học đầu tiên năm 2007.